# Битка на Белој гори
Битка код Биле хоре (Беле горе), односно Битка на Белој гори одиграла се 8. новембра 1620. и представља прву велику битку Тридестогодишњег рата. Комбиноване царске и католичке снаге нанеле су тежак пораз војсци чешких протестаната и плаћеника. Та битка је представљала крај чешке фазе Тридесетогодишњег рата.
Чешки командант Кристијан од Анхалта је сакупио своју војску и припремио је на обронцима брда Биле Хоре, блокирајући пролаз према Прагу. Војска је заузела добру обрамбену позицију. На десном боку је био замак, а на левом је био поток и бара.
Према неким извештајима један католички монах је показао католичкој војсци светогрђе које су наводно протестанти направили према слици Девице Марије. Тиме је католичка војска добила подстрек за борбу.
Генерал Тили је добро осмотрио непријатељске положаје и послао је своје добро трениране војнике преко моста да пређу поток. За само два сата тешке борбе они су се пробили кроз протестантски центар, што је одлучило битку.

## Увод
У почетку се побуна протестаната у Чешкој одлично ширила. Успели су да изађу из политичке изолације избором Фридриха V Палатинског за краља Чешке (Бохемије). Када је Максимилијан Баварски окупио снаге Католичког савеза протестанти су се нашли у невољи. Војску Католичког савеза је предводио Јохан Тили. Царска и католичка војска су кренуле према Прагу да угуше побуну.

## Битка
Чешка (протестантска) војска, 21.000 људи под недаровитим војводом Кристијаном Анхалт-Бернбуршким поставила се на Белу гору да заштити Праг, на положај од непуна 3 км са добро наслоњеним крилима, иза потока Шарке, који је био прелазан само на једном месту. Слабо плаћена најамничка војска протестаната била је непоуздана.
Царско-католичка војска била је јача (28.000 људи), боље организована, боље плаћена и бољег морала. Поток су прешле најпре јединице Католичке лиге и постројиле се на левом крилу. За Чехе био је то врло повољан тренутак за напад, који је Кристијан од Анхалта пропустио. За њима су прешле и цареве јединице и постројиле се на десном крилу. У свему, било је неколко пешадијских батаљона (четвртастих стројева) наоружаних копљем и пушком, у шаховском поретку у 2 или 3 линије, а коњица се поставила напред и иза пешадије у већим или мањим стројевима. Артиљерија, обострано по неколико оруђа, дејствовала је само за време подилажења без видљивих резултата.
Напад је почео 8. новембра 1620. око подне, и за свега један час победа католика била је потпуна. Према најнижој процени на чешкој страни пало је 5.000 људи. Победници су изгубили 250 мртвих и знатно већи број рањених.
Победом на Белој гори Хабзбурговци су повретили Чешку, Моравску и Шлезију, и тиме знатно ојачали свој политички, економски и стратегијски положај у дугом рату који је тек почео.

## Последице
Пошто је чешка војска била потучена генерал Тили улази у Праг и потпуно слама побуну. Краљ Фридрих V Палатински је био принуђен да побегне из земље. На прашком староградском тргу смакнуто је 27 племића, вођа побуне. Осим тога ту је побијен велики број обичног света, који је учествовао у побуни.
Слобода вере у Чешкој (Бохемији) је укинута, а протестанти су побегли или су били протерани, ако нису хтели да пређу на католичку веру. Шпанска војска је заузела Рајнски Палатинат у Немачкој, који је претходно припадао Фридриху V Палатинском. Када је изгледало да ће протестантизам бити прегажен, у сукоб улази Данска.